# Bahai

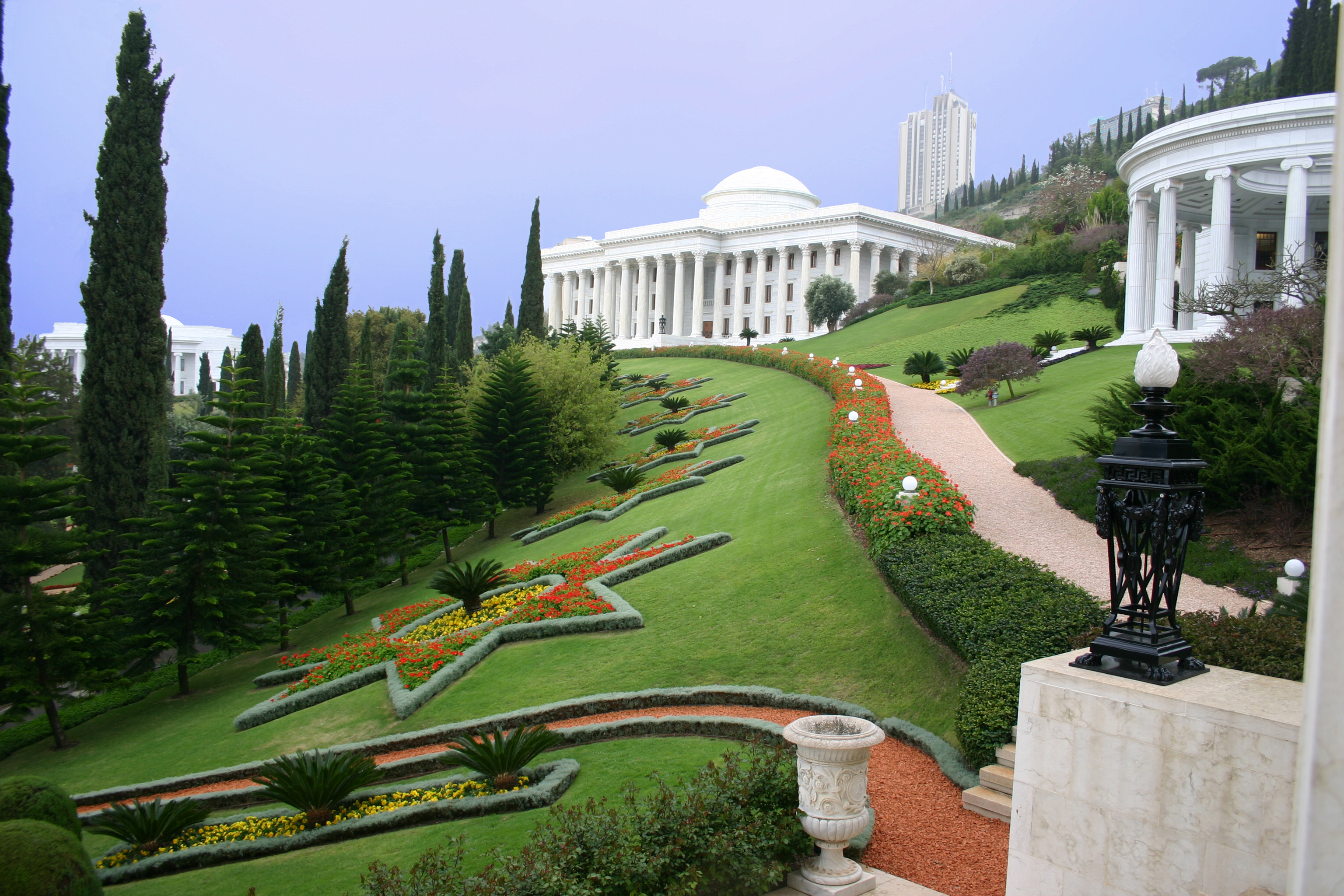
Bahai-wereldcentrum in Haifa, Israël.

Het bahai-geloof (Perzisch: دین بهائی) is een monotheïstische religie die in de negentiende eeuw gesticht is door Bahá'u'lláh in Perzië (Iran) en de geestelijke eenheid van de mensheid benadrukt. Wereldwijd zijn er naar schatting ongeveer zeven miljoen bahai-gelovigen, verspreid over de meeste landen en gebieden van de wereld.
De bahai-leringen benadrukken de onderliggende eenheid van de grote wereldgodsdiensten. Religieuze geschiedenis wordt gezien als een ontvouwing van waarheid met behulp van een aantal goddelijke boodschappers, manifestaties van God genaamd, die elk een religie hebben gesticht afgestemd op de behoeften van hun tijd en het begripsvermogen van de mensen uit hun tijd. Onder deze boodschappers zijn Abraham, Krishna, Boeddha, Jezus en Mohammed de bekendste. Voor bahai-gelovigen is de meest recente en belangrijkste boodschapper Bahá'u'lláh. Zij geloven dat elke boodschapper over de volgende sprak en dat Bahá'u'lláhs leer, met zijn leven als proef op de som, de eindtijd-beloften van de voorgaande religies vervult. Volgens hen is de mensheid betrokken bij een voortdurend, noodzakelijk en geleidelijk proces naar verstandhouding, vrede, gerechtigheid en eenheid op wereldschaal.

## Terminologie
Het woord "bahai" wordt gebruikt als een bijvoeglijk naamwoord dat verwijst naar het bahai-geloof of als zelfstandig naamwoord voor een volgeling van Bahá'u'lláh. Het woord wordt niet los gebruikt voor de religie als geheel, maar in samenstellingen als bahai-geloof, bahai-literatuur, bahai-gemeenschap. Het is afgeleid van het Arabisch Bahá', dat "glorie" of "pracht" betekent. De term "bahaïsme" is gebruikt in het verleden, maar dit wordt steeds minder gebruikt.

## Geloof
Aan de basis van alle bahai-leringen staat het idee van de eenheid van God, de eenheid van religie en de eenheid van de mensheid. Uit deze stellingen komt de overtuiging dat God periodiek zijn wil openbaart door middel van goddelijke opvoeders, waarvan het doel is het karakter van de mensheid te transformeren en, onder degenen die de boodschap accepteren, morele en spirituele kwaliteiten ontwikkelen. Religie wordt dus gezien als geordend, verenigd en progressief.

### God
De bahai-geschriften beschrijven een enkele, persoonlijke, ontoegankelijke, alwetende, alomtegenwoordige, onvergankelijke en almachtige God, die de schepper van alle dingen in het universum is. Het bestaan van God en het universum worden beschouwd als eeuwig, zonder begin of einde. Hoewel rechtstreeks ontoegankelijk, wordt God toch gezien als bewust van de schepping, met een wil en doel die worden uitgedrukt door middel van boodschappers die Manifestaties van God worden genoemd.
Bahai-leringen beschrijven dat God te groot is om door de mens ten volle begrepen te worden, of om door mensen zelf een compleet en accuraat beeld van te krijgen; menselijk begrip van God is door zijn openbaring via de Manifestaties van God. In de bahai-geschriften wordt God vaak genoemd door middel van titels en eigenschappen (bijvoorbeeld de almachtige, of de liefderijke) en er is een aanzienlijke nadruk op monotheïsme; doctrines als de drie-eenheid zijn in tegenspraak met bahai-visie dat God één is en geen gelijke heeft.
De bahai-leer beschrijft dat de eigenschappen die aan God worden toegekend gebruikt worden om het goddelijke te vertalen in menselijke termen en tevens om mensen te helpen zich te concentreren op hun eigen eigenschappen bij het aanbidden van God, om zo hun potenties te ontwikkelen op hun spirituele pad. Volgens de bahai-leringen is het doel van de mens God te leren kennen en lief te hebben door middel van gebed en meditatie.

### Religie

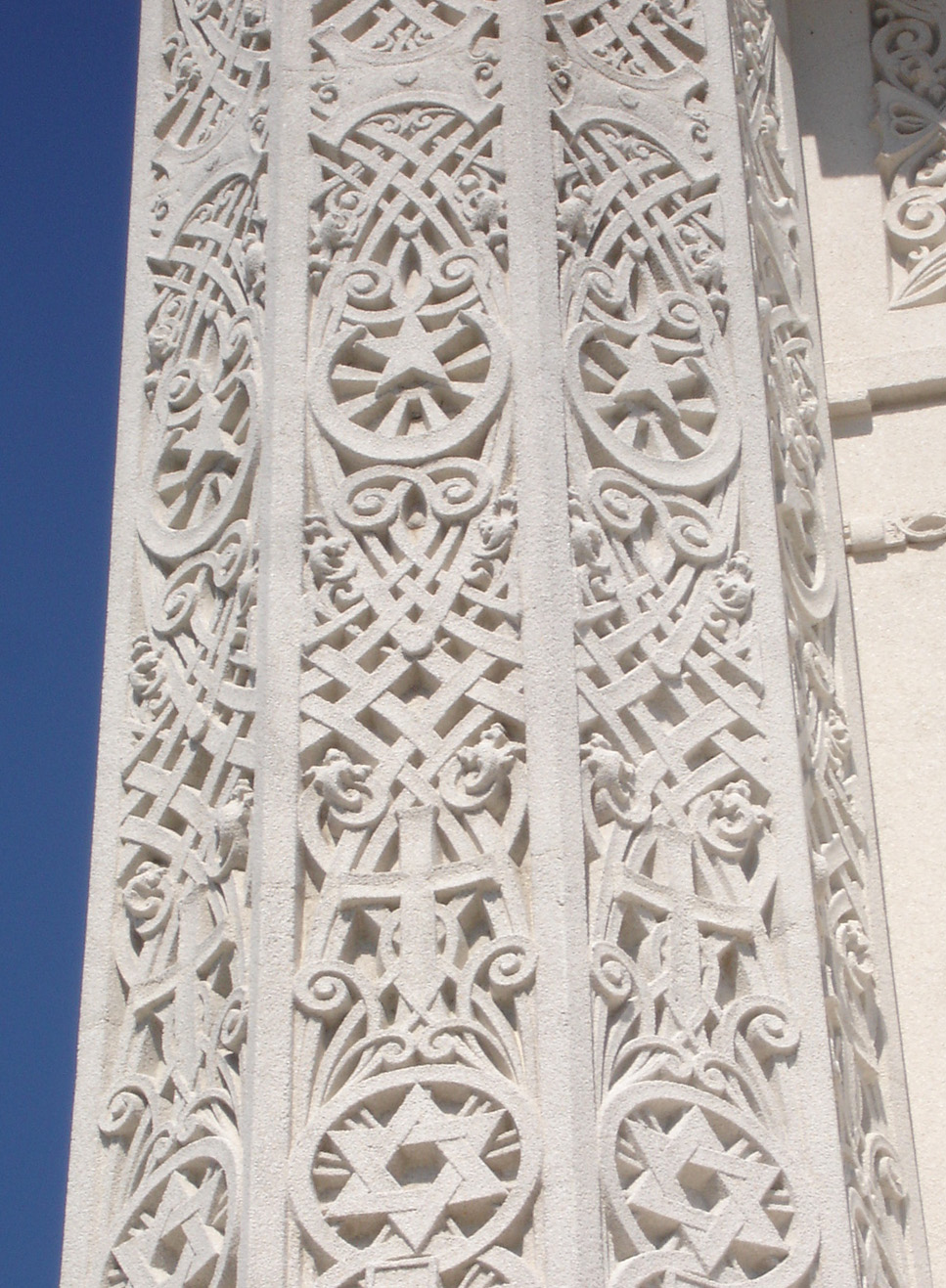
Symbolen van een aantal religies op een pilaar van de bahai-tempel in Wilmette, Illinois

Het bahai-concept van progressieve religieuze openbaring resulteert in de aanvaarding van de geldigheid van de meeste wereldreligies, waarvan de stichters worden gezien als Manifestaties van God. Religieuze geschiedenis wordt geïnterpreteerd als een reeks dispensaties, waarbij elke Manifestatie een wat bredere en meer gevorderde openbaring brengt, die geschikt is voor de tijd en plaats waar deze verschijnt. Specifieke sociale leringen (bijvoorbeeld voedselbeperkingen) kunnen worden herroepen door een latere Manifestatie, zodat een meer passende lering voor de tijd en plaats kan worden vastgesteld. Omgekeerd kunnen bepaalde algemene principes (zoals naastenliefde) worden gezien als universeel en consistent. Volgens het bahai-geloof zal dit proces van progressieve openbaring niet eindigen en wordt het als cyclisch gezien. Gelovigen verwachten niet dat een nieuwe Manifestatie van God zal verschijnen binnen 1000 jaar vanaf Bahá'u'lláhs openbaring.
Bahai-leringen worden soms beschreven als syncretische combinaties van oudere religies. Volgens de gelovigen betreft het echter een onafhankelijke religie met zijn eigen geschriften, leer, wetten, en geschiedenis. De religieuze oorsprong in sji’i-islam wordt gezien als analoog aan de joodse context waarin het christendom ontstond. Bahai-gelovigen beschrijven hun geloof als een onafhankelijke wereldreligie, die alleen verschilt van de andere religies in de relatieve leeftijd en in de geschiktheid van Bahá'u'lláhs leer voor de huidige omstandigheden. Zij geloven dat Bahá'u'lláh de Messiaanse verwachtingen van de voorgaande religies vervult.

### De mens

Het ringsteen-symbool verwijst naar de verbinding tussen God en de mensheid

De bahai-geschriften leren dat de mens beschikt over een "rationele ziel" en dat dit hem in staat stelt God en de relatie tussen de mensheid en haar schepper te erkennen. Ieder mens heeft de plicht God te erkennen via zijn boodschappers en hun leringen te volgen. Door middel van erkenning en gehoorzaamheid, dienstbaarheid aan de mensheid en gebed, komt de ziel dichter bij God. Wanneer een mens sterft, gaat de ziel over naar de volgende wereld, waar haar geestelijke ontwikkeling in de fysieke wereld een basis wordt voor vooruitgang in de spirituele wereld. Hemel en hel worden gezien als geestelijke staten van nabijheid en verafzijn van God in deze wereld en de volgende en niet als fysieke plaatsen van beloning en straf na de dood.
De bahai-geschriften leggen de nadruk op de wezenlijke gelijkwaardigheid van de mens en de afschaffing van vooroordelen. De mensheid wordt gezien als in wezen één, hoewel zeer gevarieerd; haar verscheidenheid van ras en cultuur worden zeer gewaardeerd. Racisme, nationalisme, hiërarchie op basis van kasten, sociale klassen of geslacht worden gezien als kunstmatige belemmeringen voor eenheid. De bahai-leringen stellen dat de eenwording van de mensheid van essentieel belang is in de religieuze en politieke omstandigheden van de huidige wereld.

## Leringen

### Samenvatting
Shoghi Effendi, het benoemde hoofd van de godsdienst vanaf 1921 tot 1957, schreef de volgende samenvatting van wat hij de onderscheidende principes van de leringen van Bahá'u'lláh te zijn, die samen met de wetten en de verordeningen van de Kitáb-i-Aqdas, de basis van het bahai-geloof vormen:

Het onafhankelijke onderzoek naar waarheid, ongehinderd door bijgeloof of overleveringen; de eenheid van de gehele mensheid; het principe waar alles om draait en de fundamentele leer van het Geloof; het grondbeginsel van de eenheid van alle religies; de verwerping van alle vormen van vooroordeel met betrekking tot religie, ras, klasse of nationaliteit; de harmonie die moet bestaan tussen religie en wetenschap; de gelijkwaardigheid van man en vrouw, de twee vleugels, waarop de vogel der mensheid omhoog kan wieken; het invoeren van verplicht onderricht; het aannemen van een universele hulptaal; de afschaffing van de uitersten van rijkdom en armoede; de instelling van een wereldgerechtshof voor het bijleggen van geschillen tussen naties; de verheffing van werk, gedaan in de geest van dienstbaarheid, tot de rang van gebed; de verheerlijking van gerechtigheid als het heersende grondbeginsel in de menselijke samenleving, en van religie als een bolwerk voor de bescherming van alle volkeren en naties; en de vestiging van een duurzame en universele vrede als het hoogste doel van de gehele mensheid - deze treden naar voren als de essentiële elementen van [het Geloof van Bahá'u'lláh].

### Principes
De volgende principes worden vaak genoemd als een korte samenvatting van de bahai-leer. Ze zijn afgeleid van de transcripties van de toespraken van `Abdu'l-Bahá tijdens zijn bezoek aan Europa en Noord-Amerika in 1912. De lijst is niet gezaghebbend en er bestaan verscheidene van dergelijke lijsten.
- Eenheid van God
- Eenheid van religie
- Eenheid van de mensheid

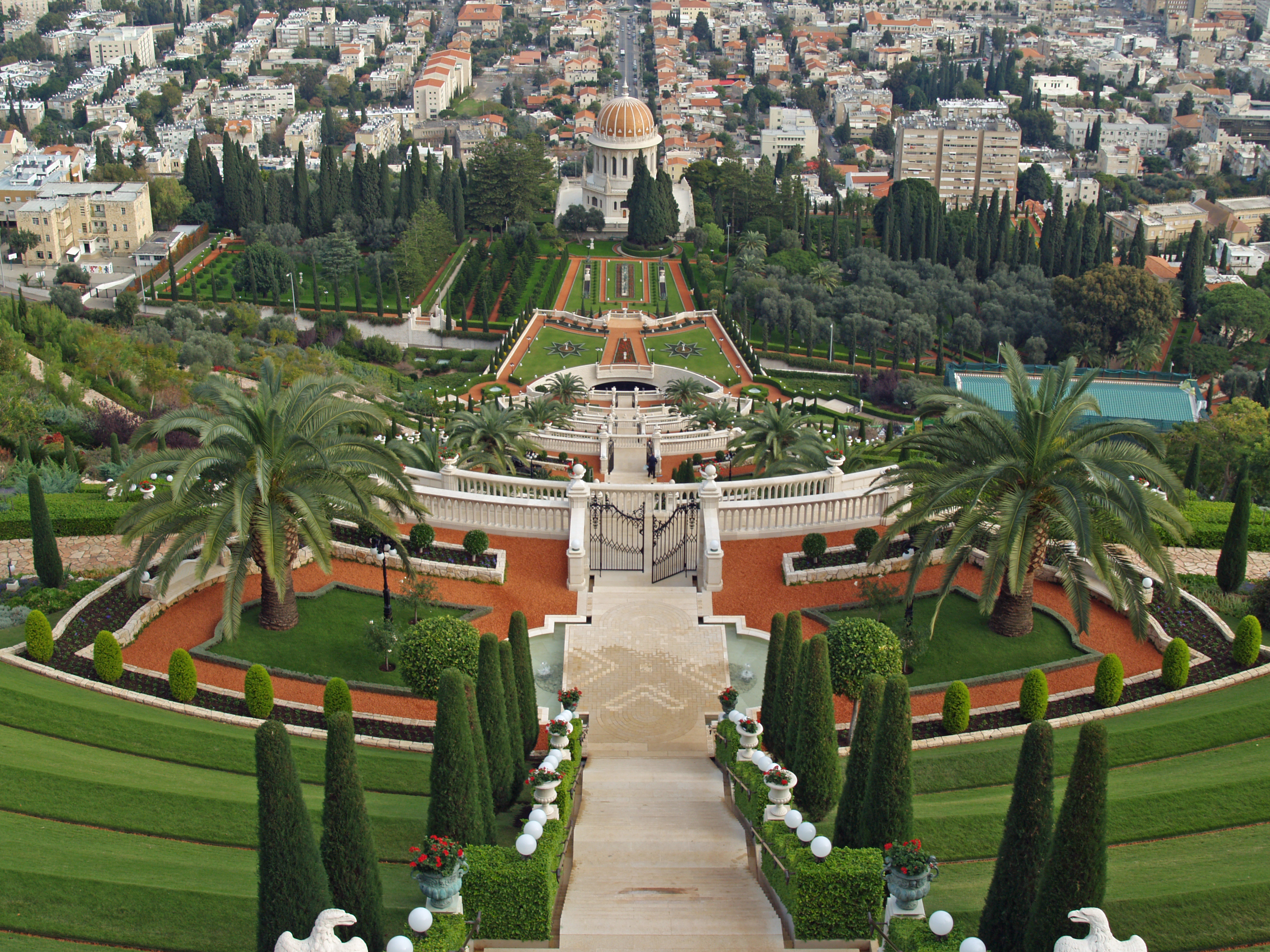
Bahai-tuinen op de berg Karmel in Haifa, Israël.

- Gelijkwaardigheid van mannen en vrouwen
- Uitbanning van alle vormen van vooroordelen
- Wereldvrede
- Harmonie tussen religie en wetenschap
- Onafhankelijk onderzoek naar de waarheid
- Universeel verplicht onderwijs
- Universele hulptaal
- Gehoorzaamheid aan de overheid en niet-betrokkenheid bij de partij-politiek[23]
- Afschaffing van uitersten van rijkdom en armoede
- Afschaffing van slavernij.

Bahá'u'lláh schrijft dat alle mensen "zijn geschapen om een immer voortschrijdende beschaving uit te dragen", gebaseerd op de ontwikkeling van deugden, maar waarschuwt ook: "tot het uiterste doorgevoerd zal beschaving een even grote bron van kwaad blijken te zijn als van geluk, wanneer ze binnen de grenzen van gematigdheid wordt gehouden".
Met betrekking tot het bereiken van wereldvrede heeft Bahá'u'lláh een wereldwijde collectieve veiligheid regeling voorgeschreven als vereiste voor de totstandkoming van een duurzame vrede.

### Het verbond
De bahai-leringen spreken van zowel het "Grote Verbond", dat universeel en eindeloos is, en het "Kleine Verbond", dat uniek is voor elk religieus tijdperk. Het Kleine Verbond wordt gezien als een overeenkomst tussen een boodschapper van God en zijn volgelingen en omvat sociale gebruiken en de voortzetting van het gezag binnen de religie. Gelovigen zien de openbaring van Bahá'u'lláh als een bindend klein verbond voor zijn volgelingen; in de bahai-geschriften wordt standvastigheid in het verbond benadrukt. Het Grote Verbond wordt wel gezien als een meer permanente overeenkomst tussen God en de mensheid, waar een Manifestatie van God de komst van een volgende Manifestatie van God aankondigt.
Met eenheid als een essentiële leer van de religie, volgen gelovigen een administratief stelsel waarvan ze geloven dat het God verordend is, en zien daarom pogingen tot schisma's en divisies als inspanningen die strijdig zijn met de leer van Bahá'u'lláh. Schisma's hebben plaatsgevonden over de opvolging van gezag, maar iedere afsplitsing heeft relatief weinig succes gehad en weinig volgelingen aangetrokken (minder dan 0,1% van alle mensen die zich bahai noemen). De aanhangers van deze afsplitsingen worden beschouwd als verbondsbrekers; zij worden gemeden en in wezen geëxcommuniceerd.

## Canonieke teksten
De canonieke teksten van het bahai-geloof zijn de geschriften van de Báb, Bahá'u'lláh, 'Abdu'l-Bahá, Shoghi Effendi en het Universele Huis van Gerechtigheid, samen met de geautoriseerde toespraken van 'Abdu'l-Baha. Hiervan worden de geschriften van de Báb en Bahá'u'lláh als goddelijke openbaring beschouwd, de geschriften en toespraken van 'Abdu'l-Bahá en de geschriften van Shoghi Effendi als gezaghebbende interpretatie, en die van het Universele Huis van Gerechtigheid als gezaghebbende wetgeving en toelichting. In alle gevallen wordt een zekere mate van goddelijke leiding verondersteld.
Enkele van de belangrijkste geschriften van Bahá'u'lláh zijn de Kitáb-i-Aqdas (Het Heiligste Boek) en de Kitáb-i-Íqán (Het Boek van zekerheid). De Verborgen Woorden wordt gezien als beknopte weergave van zijn ethische en geestelijke leringen en de Zeven Valleien als mystieke verhandeling.

### Mystieke geschriften
Hoewel de bahai-leringen een sterke nadruk leggen op sociale en ethische kwesties, bestaat er een aantal fundamentele teksten die worden omschreven als mystiek. De Zeven Valleien wordt beschouwd als Bahá'u'lláhs "grootste mystieke compositie." Het is geschreven aan een volgeling van het soefisme, in de stijl van Attar. De Verborgen Woorden is een ander boek geschreven door Bahá'u'lláh uit dezelfde periode met 153 korte verzen waarin Bahá'u'lláh zegt de fundamentele kern van bepaalde spirituele waarheden te hebben genomen en ze in korte vorm op schrift te hebben gezet.

## Geschiedenis

### Ontstaansgeschiedenis

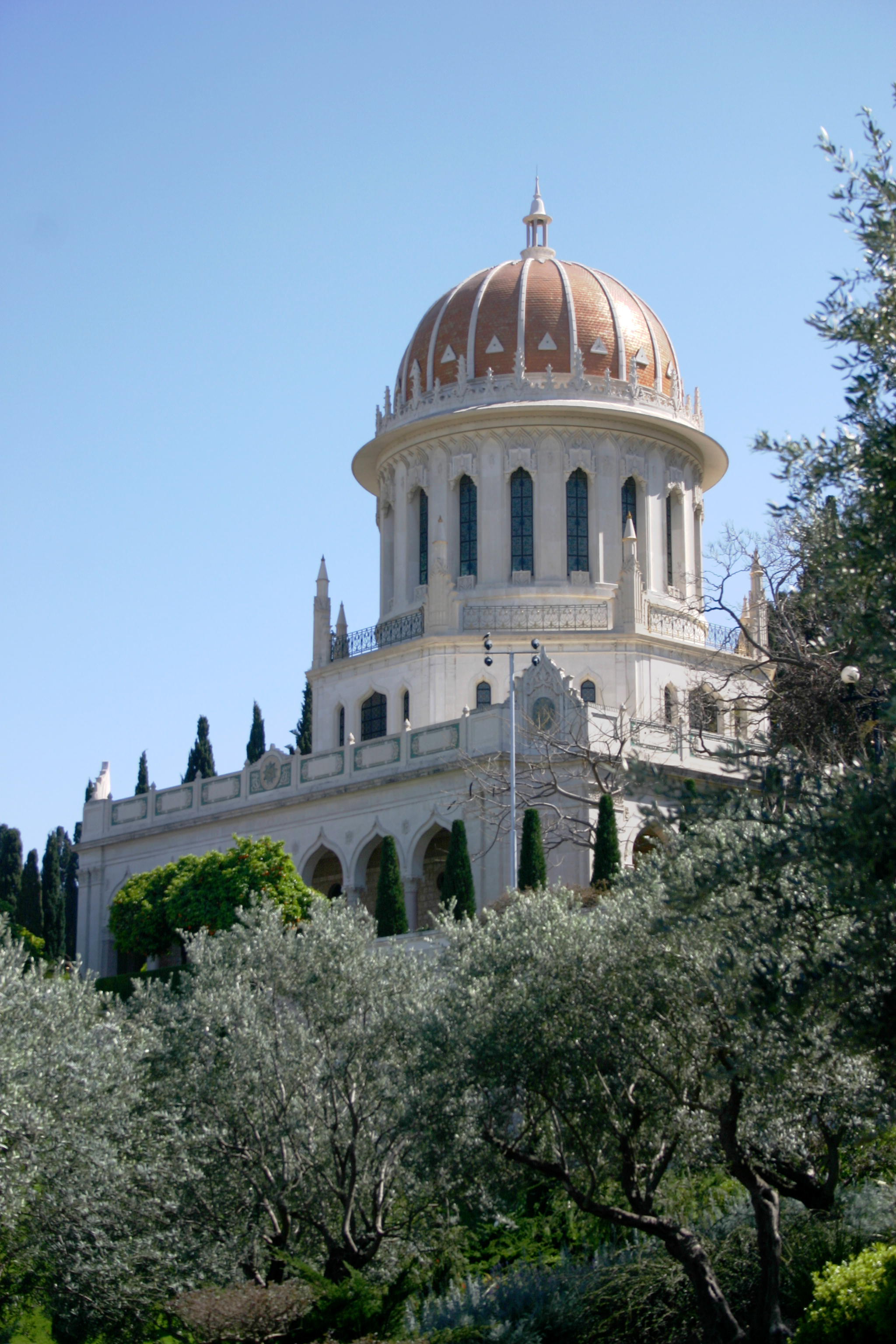
Graftombe van de Báb in het Bahai-wereldcentrum in Haifa, Israël

De bahai-geschiedenis bestaat uit een opeenvolging van leiders, die begint met de verklaring van de Báb op 23 mei 1844 in Shíráz, Iran en sinds 1963 op een administratieve orde rust. Het geloof was geïsoleerd binnen het Ottomaanse Rijk, tot er na de dood van Bahá'u'lláh in 1892 aanhangers in dertien landen in Azië en Afrika waren. Onder de leiding van zijn zoon, 'Abdu'l-Bahá, bereikte de godsdienst een positie in Europa en Amerika en werd geconsolideerd in Iran, waar het nog steeds onder intense vervolgingen lijdt. Na de dood van 'Abdu'l-Bahá in 1921, ontstond onder leiding van Shoghi Effendi, 'Abdu'l-Bahá's kleinzoon, een administratieve orde met een systeem van zowel verkozen raden als benoemde individuen.

### De Báb
Op 23 mei 1844 verklaarde Siyyid 'Alí Muhammad uit Shíráz, Perzië (Iran) dat hij "de Báb" (الباب" de Poort ")was, volgens een sjiitisch religieus concept. Zijn volgelingen werden bekend als bábís. Toen de leer van de Báb verspreidde, wat de islamitische geestelijken als een bedreiging zagen, werden zijn volgelingen vervolgd en gemarteld. Het conflict escaleerde in een aantal plaatsen tot militaire belegeringen door het leger van de Sjah. De Báb zelf werd gevangengenomen en uiteindelijk geëxecuteerd in 1850.
Bahai-gelovigen zien de Báb als de voorloper van het bahai-geloof, omdat de Bábs geschriften het concept "Hij dien God zal openbaren", een Messiaanse figuur wiens komst, volgens de gelovigen, werd aangekondigd in de geschriften van de grote wereldgodsdiensten en waarvan Bahá'u'lláh, de grondlegger van het bahai-geloof, in 1863 verklaarde de vervulling te zijn. De graftombe van de Báb, op de berg Karmel in Haifa, Israël, is een belangrijk bedevaartsoord voor gelovigen. De resten van de Báb werden in het geheim van Perzië (Iran) naar Israël gebracht en werden uiteindelijk bijgezet in de graftombe die gebouwd is op een speciaal door Bahá'u'lláh aangewezen plek.

### Bahá'u'lláh
Mírzá Husayn-'Alí van Núr, die later de titel Bahá'u'lláh aannam, was een van de vroege volgelingen van de Báb. Hij werd in 1852 voor deze betrokkenheid gearresteerd en gevangengezet. Bahá'u'lláh beschrijft dat in 1853, terwijl hij gevangen zat in de kerker van de Síyáh-Chál in Teheran, hij de eerste toespelingen ontving dat hij degene was die voorspeld was door de Báb.
Kort daarna werd hij verbannen uit Teheran naar Bagdad, in het Ottomaanse Rijk; vervolgens naar Constantinopel (nu Istanboel), en vervolgens naar Adrianopel (nu Edirne). Op 21 april 1863, voorafgaande aan zijn reis van Bagdad naar Constantinopel, maakte Bahá'u'lláh zijn aanspraak op een goddelijke missie bekend aan zijn gezin en zijn volgelingen. Vervolgens groeide de spanning tussen hem en Subh-i-Azal, de aangewezen leider van de Bábís die Bahá'u'lláhs claim niet erkende. Gedurende de rest van zijn leven kreeg Bahá'u'lláh het vertrouwen van de meeste Bábís, die bahá'ís werden genoemd. Vanaf 1866 begon hij zijn missie als een boodschapper van God bekend te maken in brieven aan religieuze en wereldlijke leiders, met inbegrip van paus Pius IX, Napoleon III, en koningin Victoria.
In 1868 werd Bahá'u'lláh voor de laatste keer verbannen door Sultan Abdülaziz naar de Ottomaanse strafkolonie Akko, in het huidige Israël. Aan het einde van zijn leven werd de strenge en zware opsluiting geleidelijk versoepeld, en werd hem toegestaan om in een huis nabij Akko te leven, maar officieel was hij nog steeds een gevangene van die stad. Hij stierf in 1892. Bahai-gelovigen zien zijn graftombe in Bahjí als de Qiblih waar zij zich dagelijks in gebed naar keren.

### `Abdu'l-Bahá
`Abbás Effendí was Bahá'u'lláhs oudste zoon, bekend onder de titel van 'Abdu'l-Bahá (dienaar van Bahá). Zijn vader liet een testament na waarin hij 'Abdu'l-Bahá benoemde als de leider van de bahai-gemeenschap en hem aanwees als het "centrum van het Verbond", "hoofd van het geloof", en de enige gezaghebbende vertolker van Bahá'u'lláhs geschriften. 'Abdu'l-Bahá deelde zijn vaders lange ballingschap en gevangenisstraf, die voortduurden tot 'Abdu'l-Bahás eigen vrijlating als gevolg van de staatsgreep van de Jong-Turken in 1908. Na zijn vrijlating leidde hij een leven van reizen, toespraken en het onderhouden van correspondentie met de bahai-gemeenschappen en individuen, waarbij hij de beginselen van het bahai-geloof verduidelijkte.

### Bestuur

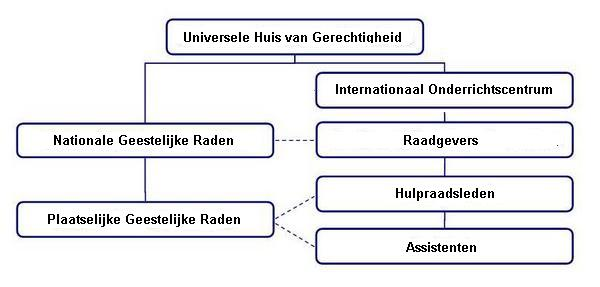
Organigram van het bahai-bestuursstelsel

De oorsprong van het bahai-bestuursstelsel ligt in de Kitáb-i-Aqdas van Bahá'u'lláh en het Testament van 'Abdu'l-Bahá. Bahá'u'lláh beschrijft het verkozen Universele Huis van Gerechtigheid en ‘Abdu'l-Bahá stelde het benoemde erfelijke behoederschap in en verduidelijkte het verband tussen de twee instituten. In zijn Wil, benoemde 'Abdu'l-Bahá zijn oudste kleinzoon, Shoghi Effendi, als eerste behoeder van het bahai-geloof.
Shoghi Effendi vertaalde bahai-literatuur, ontwikkelde globale plannen voor de uitbreiding van de bahai-gemeenschap, ontwikkelde het Bahai-wereldcentrum, onderhield een omvangrijke correspondentie met gemeenschappen en individuen rond de wereld en bouwde de administratieve structuur van de religie, daarmee de gemeenschap voorbereidend voor de verkiezing van het Universele Huis van Gerechtigheid. Hij stierf in 1957 onder omstandigheden waarin hij geen opvolger kon benoemen.
Op plaatselijke, regionale en nationale niveaus, verkiezen gelovigen Geestelijke Raden, die elk uit negen leden bestaan. Er zijn ook benoemde individuen die op plaatselijk, nationaal en internationaal niveau werken, die als functie het verspreiden van de bahai-leringen en het beschermen van de gemeenschap hebben. Zij dienen niet als ‘geestelijkheid’, die het bahai-geloof niet kent.
Het Universele Huis van Gerechtigheid, dat voor het eerst in 1963 werd verkozen, is het hoogste bestuursorgaan van het bahai-geloof. Zijn negen leden worden elke vijf jaar gekozen door de leden van alle nationale Geestelijke Raden. Iedere mannelijke gelovige, 21 jaar of ouder, is verkiesbaar in het Universele Huis van Gerechtigheid; alle andere posities zijn open voor mannelijke en vrouwelijke gelovigen.

### Internationale plannen
Jaarlijks, op 21 april, stuurt het Universele Huis van Gerechtigheid een 'Ridván-boodschap aan de wereldwijde bahai-gemeenschap, waarin een update wordt gegeven over de vooruitgang die is geboekt met betrekking tot het huidige plan, en voorziet in verdere leiding voor het komende jaar. Gelovigen worden ertoe aangemoedigd de aandacht te richten op capaciteitsopbouw door middel van kinderenklassen, jeugdgroepen, meditatieve bijeenkomsten en een systematische studie van de religie die bekendstaat als leerkringen. Verdere aandachtspunten zijn betrokkenheid in sociale actie en deelname in het publieke debat. De periode van 2001 tot 2021, zal vier opeenvolgende vijfjarenplannen beslaan, culminerend in de honderdjarige verjaardag van het overlijden van 'Abdu'l-Bahá.

## Demografie

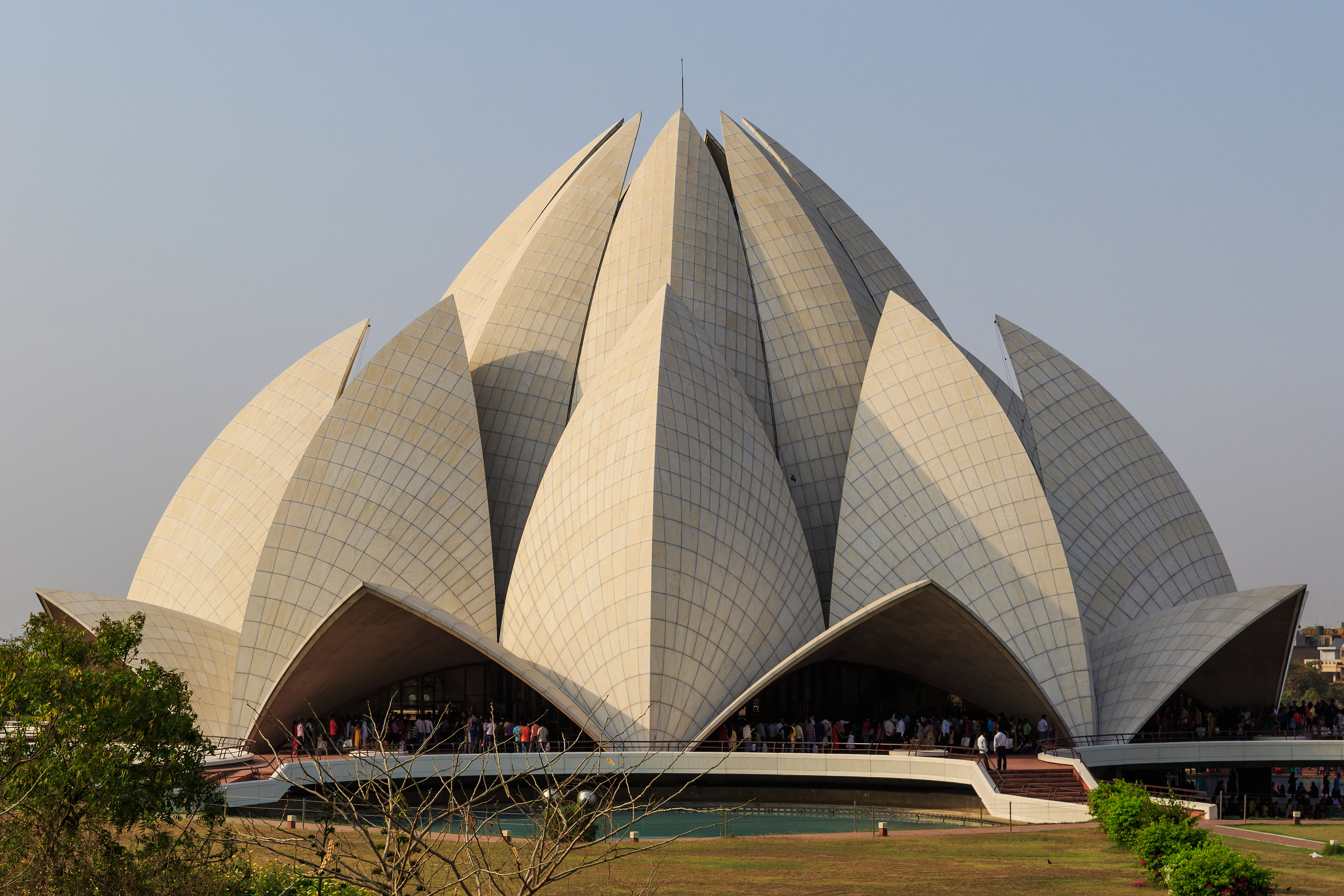
Bahai-tempel in New Delhi, India, ook bekend als de Lotustempel

Sinds 1991 schatten bahai-bronnen het aantal gelovigen wereldwijd boven de vijf miljoen. De meeste encyclopedieën en andere soortgelijke bronnen geven schattingen tussen vijf en zes miljoen gelovigen wereldwijd in de vroege eenentwintigste eeuw.
In het World Almanac and Book of Facts 2004 staat:

De meerderheid van de bahai-gelovigen leven in Azië (3,6 miljoen), Afrika (1,8 miljoen) en Latijns-Amerika (900.000). Volgens sommige schattingen is de grootste bahai-gemeenschap in India, met 2,2 miljoen bahai-gelovigen, gevolgd door Iran, met 350.000 en de Verenigde Staten, met 150.000. Buiten deze landen variëren de aantallen sterk. Momenteel heeft geen enkel land een bahai-meerderheid.

De bahai-religie wordt in het Britannica Book of the Year (1992-heden) vermeld als de tweede meest wijdverspreide onafhankelijke wereldgodsdienst in termen van het aantal vertegenwoordigde landen. Britannica schrijft dat het geloof gevestigd is in 247 landen en gebieden; meer dan 2.100 rassen en stammengroepen vertegenwoordigt; geschriften heeft die in meer dan 800 talen zijn vertaald; en wereldwijd zeven miljoen aanhangers heeft [2005].
De bahai-religie is gerangschikt op basis van de FP magazine als 's werelds tweede snelst groeiende religie, met een groei van 1,7% in 2007.

### Nederland
In Nederland begint de geschiedenis van de bahai-gemeenschap in de periode 1912-1917. Er is niet veel bekend over de gelovigen uit die tijd en er was geen registratie. Na de Tweede Wereldoorlog kwamen enkele gelovigen uit de Verenigde Staten en Iran in Nederland wonen. In 1948 werd in Amsterdam de eerste plaatselijke Geestelijke Raad gekozen. In 1962 werd voor het eerst de nationale Geestelijke Raad gekozen.
In Nederland zijn er ongeveer 1.300 gelovigen in 178 gemeenten. Momenteel zijn er in Nederland 31 plaatselijke Geestelijke Raden.

## Sociale aspecten

### Bahai-wetten
Wetten en verordeningen die gelden in het bahai-geloof zijn voornamelijk afkomstig uit de Kitáb-i-Aqdas van Bahá'u'lláh.
In de Kitáb-i-Aqdas stelt Bahá'u'lláh zowel religieuze als burgerlijke wetten in, zoals het dagelijkse verplichte gebed, de vasten, wetten over erfenis, de afschaffing van priesterdom, het verbod op zaken als slavernij, ascese, en gokken, de veroordeling van o.a. luiheid en roddelen, de specificatie van straffen voor zaken als moord en brandstichting, de vereiste dat ieder persoon een beroep moet uitoefenen en de nadruk op de noodzaak van de opvoeding van kinderen, evenals als de noodzaak zich strikt te houden aan de wetten van de regering van het land waar men woont. Bahá'u'lláh geeft ook algemene beginselen, waaronder hij zijn volgelingen aanspoort om vriendschappelijk samen te werken met mensen van alle religies en hen waarschuwt zich te hoeden voor fanatisme en trots. Ook moedigt hij zaken als reinheid en waarheidsgetrouwheid aan.
Hoewel sommige van de wetgevingen van de Kitáb-i-Aqdas op dit moment van toepassing zijn, heeft Bahá'u'lláh gezorgd voor de geleidelijke toepassing van andere wetten die afhankelijk zijn van het bestaan van een overwegende bahai-samenleving. De wetten, wanneer deze niet in direct conflict zijn met de burgerlijke wetten van het land, zijn bindend voor alle gelovigen en de naleving van persoonlijke wetten, zoals gebed en vasten, is de exclusieve verantwoordelijkheid van het individu.

### Huwelijk
Het doel van het huwelijk in het bahai-geloof is vooral het bevorderen van geestelijke harmonie, broederschap en eenheid tussen een man en een vrouw en een stabiele en liefdevolle omgeving te bieden voor het grootbrengen van kinderen. De bahai-leringen over het huwelijk noemen het een "vesting voor welzijn en heil" en plaatsen het huwelijk en het gezin als het fundament van de structuur van de menselijke samenleving. Bahá'u'lláh prees het huwelijk zeer, ontmoedigde echtscheiding en homoseksualiteit, en de vereiste kuisheid buiten het huwelijk; Bahá'u'lláh leert dat een man en vrouw ernaar moeten streven elkaars geestelijke leven te verbeteren. Interraciale huwelijken worden ook zeer geprezen in de bahai-geschriften.
Gelovigen die van plan zijn te trouwen wordt gevraagd een grondig begrip van het karakter van de ander te krijgen alvorens te beslissen om te trouwen. Hoewel ouders geen partners kiezen voor hun kinderen, moeten personen die besluiten te trouwen toestemming krijgen van alle levende biologische ouders, ook als één partner geen bahai-gelovige is. De huwelijksceremonie is eenvoudig: het enige verplichte onderdeel van de bruiloft bestaat uit het lezen van de huwelijksgelofte voorgeschreven door Bahá'u'lláh, die zowel door de bruidegom als de bruid worden gelezen, in het bijzijn van twee getuigen. De gelofte is "Wij zullen waarlijk allen verblijven bij de wil van God".

### Werk
Kloosterleven is verboden en bahai-gelovigen pogen hun spiritualiteit te aarden in het dagelijkse leven. Het uitvoeren van bijvoorbeeld nuttig werk, is niet alleen vereist, maar wordt gezien als een vorm van aanbidding. Bahá'u'lláh verbood bedelen en ascetisme, en stimuleerde gelovigen ertoe betrokken te zijn bij de behoeften van de samenleving. Verder wordt het belang van zelf-inspanning en dienstbaarheid aan de mensheid benadrukt in Bahá'u'lláhs geschriften, waarin hij stelt dat werk gedaan in de geest van dienstbaarheid aan de mensheid gelijk is aan gebed en aanbidding in de ogen van God.

### Gebedsplaatsen

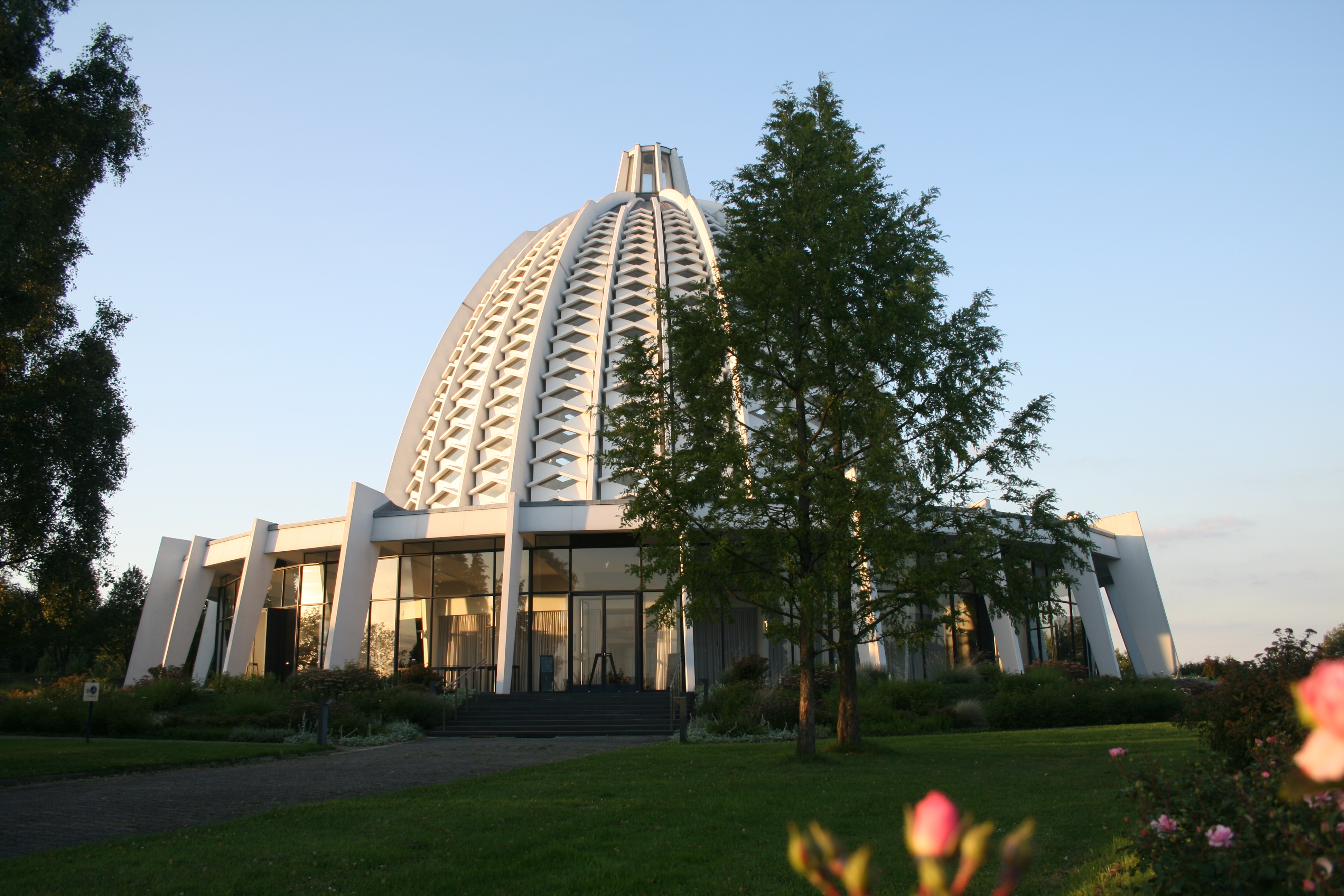
Bahai-tempel Frankfurt, Hofheim-Langenhain, Duitsland

De meeste bahai-bijeenkomsten vinden plaats in de woonhuizen van individuen, in plaatselijke bahai-centra, of in gehuurde ruimten. Wereldwijd zijn er momenteel zeven bahai-tempels, met een achtste in aanbouw in Chili. De bahai-geschriften verwijzen naar een instelling genaamd "Mashriqu'l-Adhkár" ("Dageraadplaats van Gods lof"), dat het middelpunt vormt van een complex van instellingen, waaronder een ziekenhuis en universiteit. Het allereerste Mashriqu'l-Adhkár in `Ishqábád, Turkmenistan, was tot op heden het meest complete gebedshuis.
De bahai-tempels zijn bedoeld voor gebed en meditatie en zijn voor iedereen vrij toegankelijk.

### Bahai-kalender
De bahai-kalender, ook de badí'-kalender genoemd, is een zonnekalender met regelmatige jaren van 365 dagen en schrikkeljaren van 366 dagen. De jaren zijn samengesteld uit 19 maanden van 19 dagen elk, plus een extra periode van "Schrikkeldagen" (4 in normale jaren en 5 in schrikkeljaren). Bahai-gemeenschappen komen aan het begin van elke maand samen tijdens het Negentiendaagsfeest voor meditatie, consultatie en socialiseren.
Gedurende het jaar nemen gelovigen elf heilige dagen in acht, op negen ervan worden zij geacht niet te werken. Deze dagen worden de belangrijkste momenten in de geschiedenis van het bahai-geloof gevierd of herdacht.

### Bahai-symbolen

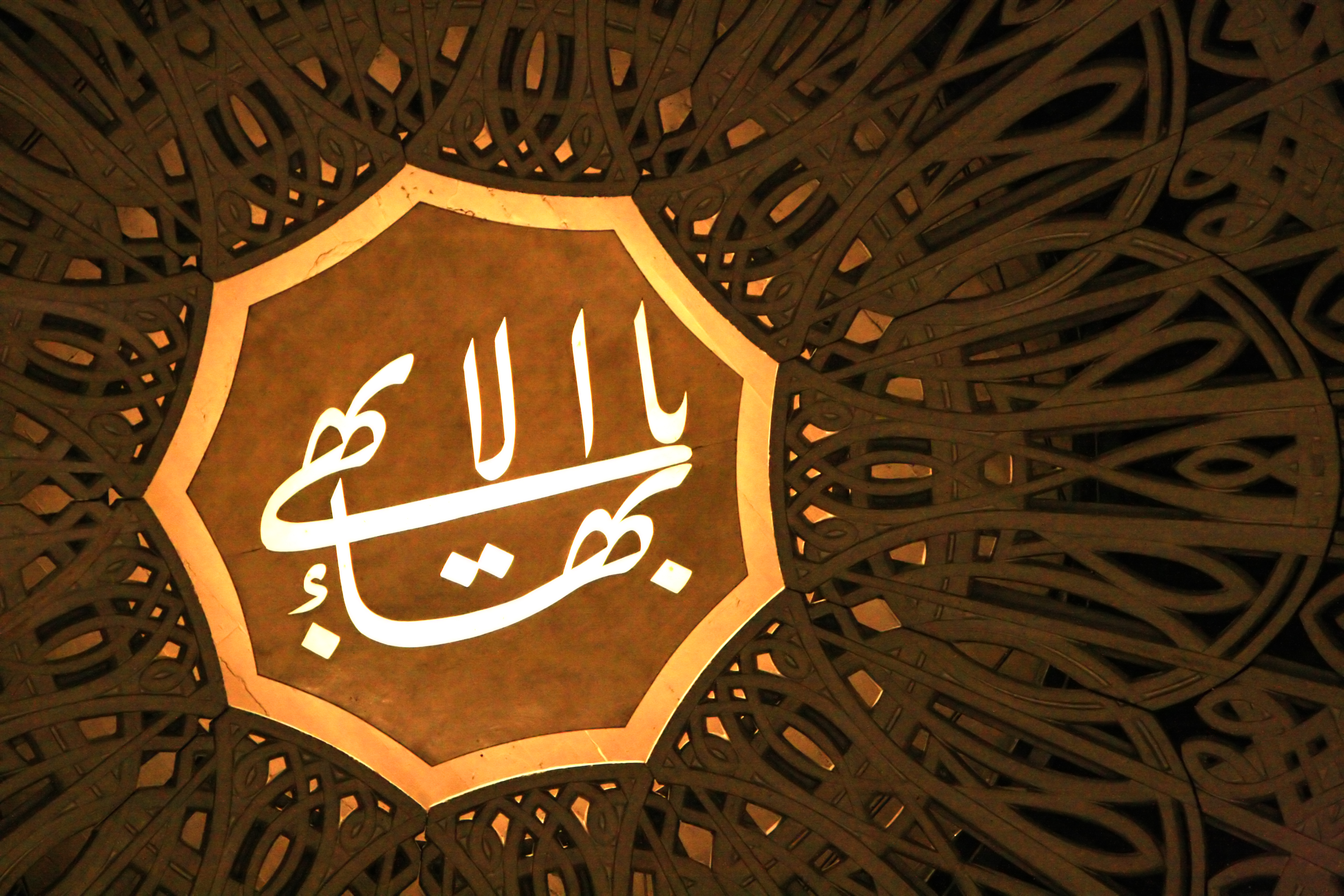
De kalligrafie van de Grootste Naam

Het officiële symbool van het bahai-geloof is de vijf-puntige ster.
Andere gebruikte symbolen zijn:
- Negenpuntige ster
- Ringsteen-symbool
- Kalligrafie van de Grootste Naam.

In de islam heeft God 99 namen en in enkele islamitische tradities gelooft men dat er een speciale verborgen 100e naam bestaat, die de grootste naam is. Bahai-gelovigen geloven dat de honderdste naam werd onthuld als "Bahá'" (Arabisch: بهاء), wat glorie en pracht betekent en het wortelwoord is voor Bahá'u'lláh en bahai. Bahá' is ook bekend als de Grootste Naam.

### Sociaal-economische ontwikkeling
Sinds haar oprichting is de bahai-gemeenschap betrokken geweest bij sociaal-economische ontwikkeling, te beginnen bij het geven van meer vrijheid aan vrouwen, het bevorderen van onderwijs voor vrouwen als een prioriteit. In de praktijk kwam dit met name tot uiting door het oprichten van scholen, landbouwcoöperaties en klinieken.
De religie ging een nieuwe fase van activiteit in toen het Universele Huis van Gerechtigheid in 1983 een brief schreef waarin de gelovigen werden aangespoord te zoeken naar manieren, verenigbaar met de bahai-leringen, waarin zij zouden kunnen worden betrokken bij de sociale en economische ontwikkeling van de gemeenschappen waarin zij leefden. In 1979 waren er wereldwijd 129 officieel erkende sociaal-economische ontwikkelingsprojecten. In 1987 was het aantal officieel erkende projecten verhoogd tot 1482.
Huidige initiatieven voor sociale actie omvatten activiteiten op gebieden als gezondheid, sanitaire voorzieningen, onderwijs, gendergelijkheid, kunst en media, landbouw en het milieu. Onderwijsprojecten omvatten scholen, die variëren van dorpsonderwijsscholen tot grote middelbare scholen, en enkele universiteiten. In 2017 waren er naar schatting 40.000 kleinschalige projecten, 1.400 langdurende projecten en 135 door Baháʼí geïnspireerde organisaties.

### Verenigde Naties
Bahá'u'lláh schreef over de noodzaak van wereldregering in het huidige tijdperk van het collectieve leven van de mensheid. Door deze nadruk heeft de bahai-gemeenschap ervoor gekozen inspanningen ter verbetering van internationale betrekkingen door organisaties zoals de Volkerenbond en de Verenigde Naties te ondersteunen. De Bahá'í International Community is een agentschap onder leiding van het Universele Huis van Gerechtigheid in Haifa en heeft een raadgevende status bij de volgende organisaties:
- Economische en Sociale Raad van de Verenigde Naties (ECOSOC)
- United Nations Children's Fund (UNICEF)
- Wereldgezondheidsorganisatie (WHO)
- United Nations Development Fund For Women (UNIFEM)
- United Nations Environment Program (UNEP)

De Bahá'í International Community heeft kantoren bij de Verenigde Naties in New York en Genève en vertegenwoordigingen bij regionale commissies en andere kantoren van de Verenigde Naties in Addis Abeba, Bangkok, Nairobi, Rome, Santiago, en Wenen. In de afgelopen jaren zijn een Bureau voor het milieu en een Bureau voor de positie van de vrouw opgericht als onderdeel van het Bureau bij de Verenigde Naties. De internationale bahai-gemeenschap is ook begonnen met de gezamenlijke ontwikkeling van programma's in samenwerking met verschillende andere organisaties van de Verenigde Naties. Op het Millennium Forum van de Verenigde Naties in 2000 was een bahai-gelovige uitgenodigd als enige niet-gouvernementele spreker tijdens de top.

## Vervolgingen
Bahai-gelovigen worden vervolgd in enkele landen, omdat deze landen het bahai-geloof niet erkennen als een onafhankelijke religie of het zien als afvalligheid van de islam. De ernstigste vervolgingen vonden plaats in Iran, waar tussen 1978 en 1998 meer dan 200 gelovigen werden geëxecuteerd, en in Egypte.

### Iran

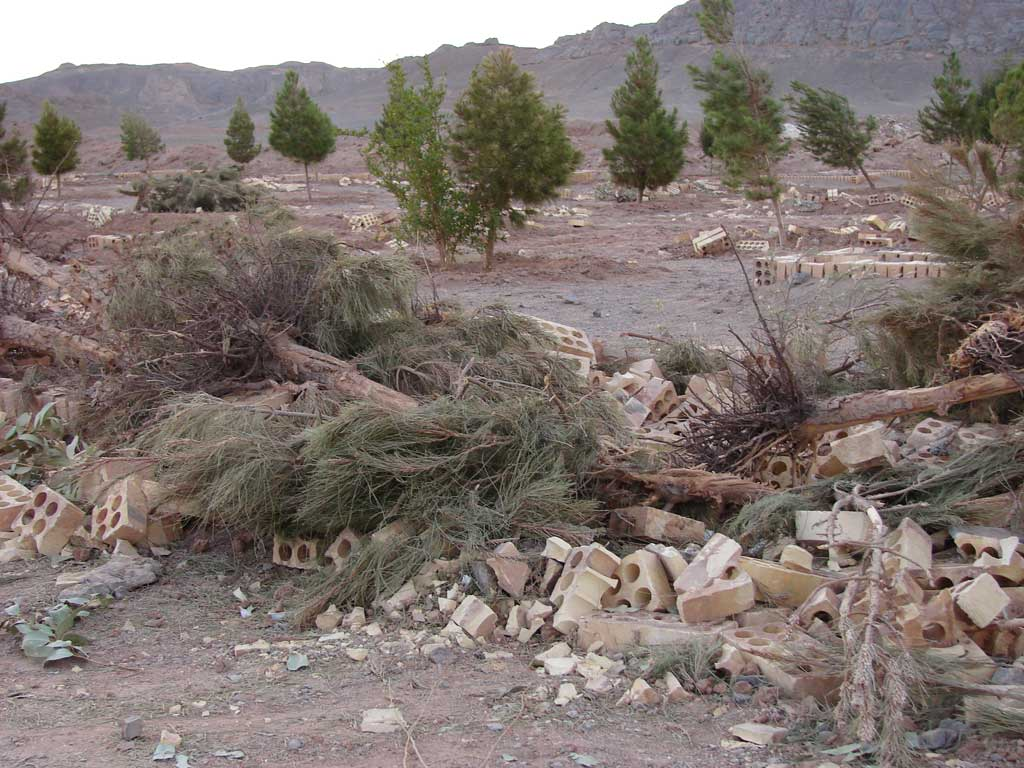
Bahai-begraafplaats in Yazd na vernieling

De bahai-gemeenschap in Iran kent sinds haar ontstaan halverwege de negentiende eeuw een lange geschiedenis van vervolgingen (met tussenpozen).
De sjah voerde in 1955 een campagne tegen de bahai-gelovigen, waarbij anti-bahaipropaganda werd verspreid via de Iraanse radio en televisie. In de jaren 70, toen de ondergrondse beweging tegen de sjah groeide, werd propaganda verspreid waarin bahai-gelovigen werden neergezet als adviseurs van de sjah, aanhangers van Israël en de Verenigde Staten en een bedreiging voor de economie.
Sinds de Iraanse Revolutie van 1979 zijn Iraanse bahai-gelovigen regelmatig doelwit geweest van uitsluiting van hoger onderwijs en banen bij de overheid en plunderingen, en enkele honderden kregen gevangenisstraf vanwege hun religieuze overtuiging, onder meer voor hun deelname aan leerkringen. Bahai-begraafplaatsen werden ontheiligd en eigendommen in beslag genomen of verwoest, waaronder het huis van Mírzá Buzurg, Bahá'u'lláhs vader. Het huis van de Báb in Shiráz, een van de drie plaatsen waarnaar gelovigen op pelgrimsreis gaan, werd tweemaal verwoest. Er zijn gevallen geweest van brandstichting, bedreiging, ontvoering en klopjachten. Huizen en winkels van gelovigen werden in brand gestoken of platgewalst en een aantal begraafplaatsen werd omgeploegd. Ook werden veel bahai-gelovigen ter dood gebracht, waaronder de 17-jarige Mona Mahmudnizhad, vanwege afvalligheid van de islam. Volgens Amnesty International zijn er meer dan 200 Bahai omgekomen in Iran sinds de islamitische revolutie van 1979.
Volgens een groep in de VS namen de aanvallen op bahai-gelovigen in Iran toe nadat Mahmoud Ahmadinejad president was geworden. De Mensenrechtencommissie van de Verenigde Naties maakte een vertrouwelijke brief van oktober 2005 openbaar, geschreven door het Hoofdkwartier van de Strijdkrachten van Iran, waarin werd verklaard dat Iran bahai-gelovigen identificeerde en hun activiteiten controleerde. De speciale rapporteur van de Commissie voor de Mensenrechten van de Verenigde Naties vermeldde op 20 maart 2006 dat ze "ook zijn bezorgdheid dat de verkregen informatie als gevolg van dit toezicht zal worden gebruikt als basis voor de vervolging van de toegenomen, en discriminatie van de leden van de bahai-geloof, in strijd met internationale normen. De Speciale Rapporteur is bezorgd dat deze laatste ontwikkeling geeft aan dat de situatie met betrekking tot religieuze minderheden in Iran is, in feite verslechtert. "
Op 14 mei 2008 werden zes vooraanstaande gelovigen, allen leden van een informele nationaal coördinerende groep, genaamd de "Vrienden" (Yaran), die de behoeften van de bahai-gemeenschap in Iran overzag, gearresteerd en naar de Evin gevangenis gebracht. Een zevende lid werd in maart al gearresteerd. In maart 2010 werd een petitie ondertekend door 1400 Nederlanders ingediend bij de ambassadeur van Iran in Den Haag. De petitie, een initiatief van professor René Smits en rabbijn Awraham Soetendorp verzocht "de zeven bahá'í-leiders hun vrijheid terug te geven" of in ieder geval te zorgen voor een open en eerlijke rechtsgang.
De rechtszaak van de zeven gevangenen is meermalen uitgesteld. De eerste zitting vond plaats op 12 januari 2010. Er werden geen waarnemers toegelaten in de rechtszaal en de advocaten, die twee jaar bijna geen toegang hebben gehad tot de gedaagden, hadden ook moeite de rechtszaal binnen te komen. De voorzitter van de Amerikaanse Commissie voor Internationale Godsdienstvrijheid zegt dat het erop lijkt dat de regering de uitkomst van de zaak al vooraf heeft bepaald en de mensenrechten binnen het internationaal recht schendt. Verdere zittingen vonden plaats op 7 februari, 12 april en 12 juni 2010. Op 11 augustus 2010 werd bekend dat elk van de zeven gelovigen was veroordeeld tot 20 jaar gevangenisstraf, wat later werd teruggebracht tot tien jaar. Na de uitspraak werden de zeven gevangenen overgebracht naar de Gohardasht gevangenis, waar de omstandigheden slecht zijn. In maart 2011 werd bekend dat de gevangenisstraf weer is omgezet naar de oorspronkelijke 20 jaar.
In oktober 2011 publiceerde de Bahá'í International Community het rapport "Inciting Hatred: Iran's Media Campaign to Demonize Baha'is", dat Iraanse media-artikelen van eind 2009 tot begin 2011 analyseert.
Volgens de bahai-gemeenschap zijn sinds 2005 meer dan duizend gelovigen gearresteerd en zitten rond de honderd Iraanse gelovigen vanwege hun godsdienstovertuiging gevangen. Andere vormen van vervolging zijn economische en educatieve discriminatie, beperkingen op het recht samen te komen, het verspreiden van anti-bahai-propaganda in de regering onder leiding van nieuwsmedia en het straffeloos aanvallen van bahai-gelovigen en hun eigendommen.
De Iraanse regering meent dat het bahai-geloof geen godsdienst is maar een politieke beweging en weigert daarom erkenning als een minderheidsreligie. De regering heeft hiervoor nooit overtuigend bewijs aangedragen.

## Verder lezen
- (en) Bahá'í International Community (2017). The Bahá'ís: Contributing to an Emerging Global Civilization.
- (en) Cole, Juan Ricardo (1998). Modernity and the Millennium: The Genesis of the Baha'i Faith in the Nineteenth-century Middle East, Columbia University Press. ISBN 9780231110808
- (en) Hatcher, William S.; Martin Douglas (2002). The Baha'i Faith: The Emerging Global Religion.
- (en) Stockman, Robert (2012). Baha'i Faith: A Guide For The Perplexed (Guides For The Perplexed), Bloomsbury. ISBN 9781441187819
- (en) Stockman, Robert H. (2021). The World of the Bahá'í Faith. Routledge. ISBN 0429648286.